# Dave Winer
Dave Winer (2 de maio de 1955, Brooklyn, Nova York) é um programador e empresário estadunidense. Pioneiro nas áres de RSS, XML-RPC, OPML e da API MetaWeblog, ele também é o autor do Scripting News, um dos mais antigos weblogs, fundado em 1997.
Winer é tanto um divulgador do RSS quanto o primeiro a implementar o feed "RSS Enclosures", um dos vários ingredientes necessários para o podcasting na época em que este surgiu. Ele também é fundador de empresas de software como a Living Videotext e a Userland Software, ex-editor da revista Wired e pesquisador da Harvard Law School.

## Projectos

### 24 horas de democracia
Em Fevereiro de 1996 Winer quando trabalhava de comentarista em HotWired, organizou o protesto online “24 horas de democracia” contra uma Lei que foi decretada não fazia muito e referida a manter decências nas comunicações (Communications Decency Act). Dentro dos marcos de protesto havia mais de 1000 pessoas, inclusive o presidente de Microsoft Bill Gates, na Internet foi colocado o ensaio ao tema de democracia, a liberdade civil e a liberdade de palavra.

### Podcast
Em Outubro de 2000 a pedido dos usuários Winer começou o trabalho sobre nova função em RSS 0.92. Winer decidiu fazer o novo elemento (“adjunto”) que ia transmitir o endereço de arquivo de mídia ao agregador RSS.
Aos 11 de Janeiro de 2001 Winer demostrou a nova função RSS tendo adjuntado a canção Grateful Dead em seu blog Scripting News.
Em Julho de 2003 Winer chamou outros desenvolvedores assegurar o desenvolvimento desta ideia. Em Outubro de 2003 Kevin Marks transmitiu o adjunto RSS através de iTunes ao iPod. Adam Curry sugiriu transmitir os arquivos MP3 de Radio UserLand ao iTunes. O termo “podcast” foi sugerido por Ben Hammersley em Fevereiro de 2004. Em Agosto de 2004 Winer e Curry lançaram o primeiro podcast na história “The Daily Source Code”.
Winer lançado o podcast “Morning Coffee Notes” no que participam tais convidados como Doc Searls, Mike Kowalchik, Jason Calacanis, Steve Gillmor, Peter Rojas, Cecile Andrews, Adam Curry, Betsy Devine e outros.

### Cobertura da mídia e entrevistas
- (em inglês)-Almost famous, perfil na Wired (2001)
- (em inglês)-Artigo da EWeek: VeriSign acquires Dave Winer's Weblogs.com
- (em inglês)-Entrevista da Gillmore Gang com Dave Winer, 2004
- (em inglês)-Um dos dez inovadores de 2002 da Infoworld, por John Udell